# Ngộ độc thuốc trừ sâu
Ngộ độc thuốc trừ sâu xảy ra khi các hóa chất nhằm kiểm soát dịch hại ảnh hưởng đến các sinh vật không phải mục tiêu như con người, động vật hoang dã hoặc các loài ong. Có ba loại ngộ độc thuốc trừ sâu. Đầu tiên trong số ba là mức độ phơi nhiễm rất cao và ngắn hạn có thể xảy ra đối với những người tự tử, cũng như các những người pha chế thuốc trừ sâu. Loại ngộ độc thứ hai là phơi nhiễm ở mức độ cao trong thời gian dài, có thể xảy ra ở các nhà sản xuất và chế tạo thuốc trừ sâu. Loại ngộ độc thứ ba là phơi nhiễm ở mức độ thấp trong thời gian dài, các cá nhân tiếp xúc với các nguồn như dư lượng thuốc trừ sâu trong thực phẩm cũng như tiếp xúc với dư lượng thuốc trừ sâu trong không khí, nước, đất, trầm tích, nguyên liệu thực phẩm, thực vật và động vật.
Ở các nước đang phát triển, chẳng hạn như Sri Lanka, ngộ độc thuốc trừ sâu do phơi nhiễm trong thời gian ngắn rất cao (ngộ độc cấp tính) là loại ngộ độc đáng lo ngại nhất. Tuy nhiên, ở các nước phát triển, chẳng hạn như Canada, hoàn toàn ngược lại: ngộ độc thuốc trừ sâu cấp tính được kiểm soát, do đó làm cho vấn đề chính là phơi nhiễm thuốc trừ sâu ở mức độ thấp trong thời gian dài.